# Long Island Iced Tea
A Long Island Iced Tea nevével ellentétben nem jeges tea, hanem egy teát nem tartalmazó, magas alkoholtartalmú koktél. Többféle tömény ital keverékét feltöltik citromlével és sziruppal, majd színezékként kevés kólát adnak hozzá. Szerepel a Nemzetközi Bártender Szövetség (International Bartenders Association – IBA) hivatalos koktéljainak listájában.

## Története
A különböző források nem értenek egyet azt illetően, hogy ki találta fel a Long Island Iced Tea italt. Egyesek szerint az 1920-as években kezdték készíteni a Tennessee állambeli Kingsport városának Long Island szigetén; ártatlan kinézetének és nevének köszönhetően kiváló volt a szesztilalom megkerülésére. Mások úgy tudják, hogy 1972-ben találta fel Robert Butt bártender a New York állambeli Long Island-en. A koktélt megemlítik egy 1961-ben kiadott szakácskönyvben is, és olyan állítások is vannak, melyek szerint a TGI Friday's étteremlánc találmánya.

## Recept
A Nemzetközi Bártender Szövetség által elfogadott recept:
- 1½ cl gin
- 1½ cl tequila
- 1½ cl vodka
- 1½ cl fehér rum
- 1½ cl triple sec
- 3 cl cukorszirup
- 2½ cl citromlé
- kóla

### Változatai
Az összetevők egyikének vagy másikának megváltoztatásával tucatnyi változat alakult ki, például Hawaiian Iced Tea (kóla helyett ananászlé), Caribbean Iced Tea (tequila és vodka helyett amaretto), Miami Iced Tea (tequila helyett baracklikőr), Texas Ice Tea (a recept whiskyt is tartalmaz), Adios Motherfucker (triple sec helyett Blue Curaçao, kóla helyett Sprite).
Megjegyzendő, hogy Long Island Iced Tea néven egy amerikai cég alkoholmentes üdítőket is készít.